# Polypedates colletti
Espèce
Synonymes
- Rhacophorus colletti Boulenger, 1890

Statut de conservation UICN

 LC  : Préoccupation mineure
Polypedates colletti est une espèce d'amphibiens de la famille des Rhacophoridae.

## Répartition

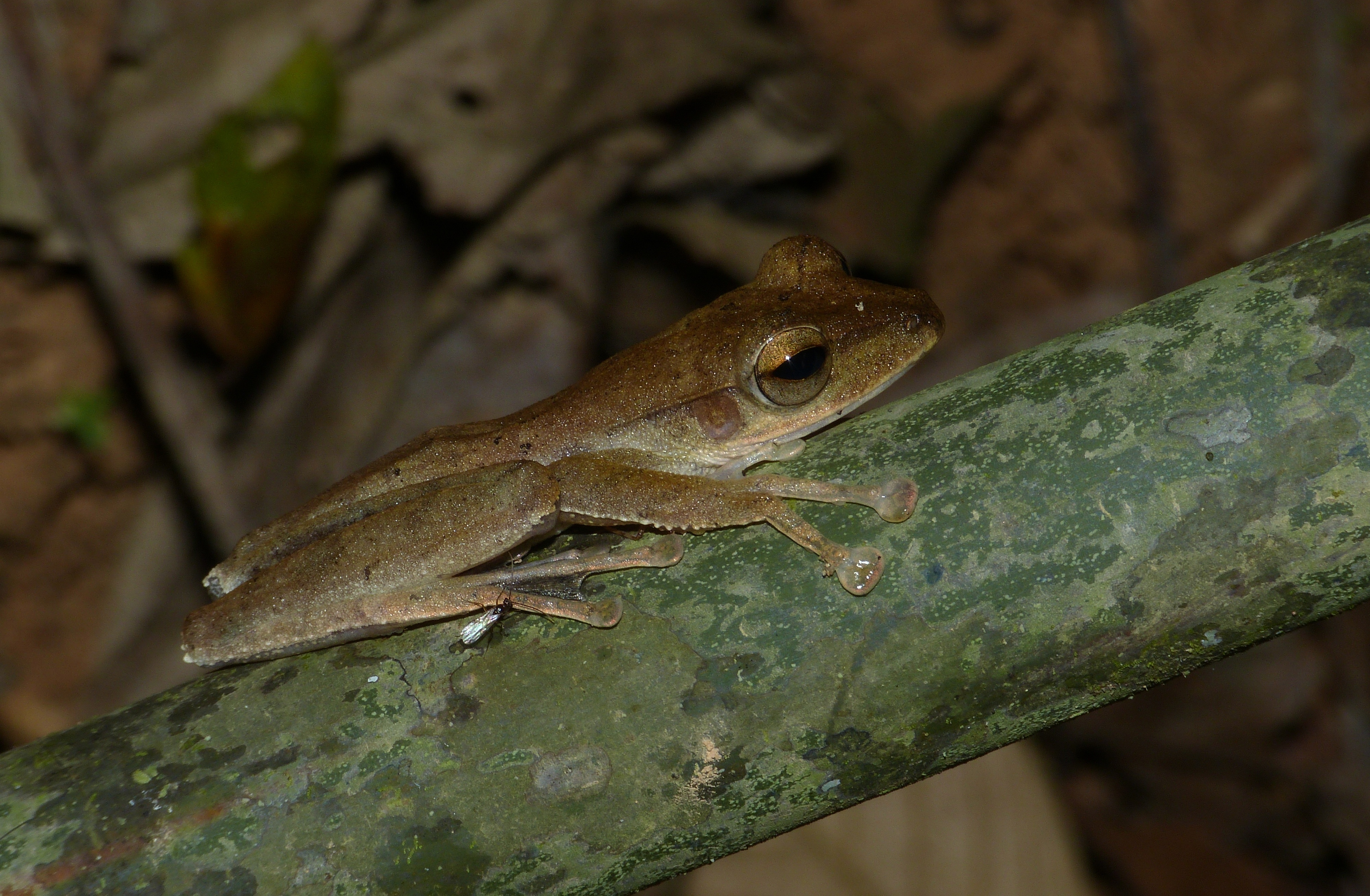
Polypedates colletti, parc national de Taman Negara, Malaisie

Cette espèce se rencontre jusqu'à 600 m d'altitude :
- dans le sud de la Thaïlande ;
- dans le sud du Viêt Nam ;
- en Malaisie péninsulaire ;
- à Sumatra ;
- à Natuna ;
- à Bornéo.

## Étymologie
Cette espèce est nommée en l'honneur de Robert Collett.

## Publication originale
- Boulenger, 1890 : List of Reptiles, Batrachians, and Freshwater Fishes collected by Professor Moesch and Mr. Iversen in the district of Deli, Sumatra. Proceedings of the Zoological Society of London, vol. 1890, p. 31-40 (texte intégral).